# Українські січові стрільці
Украї́нські січові́ стрільці́ (УСС, усу́си), Український добровольчий легіон — українське національне військове формування в складі австро-угорської армії, сформоване з добровольців, які відгукнулися на заклик Головної Української Ради 6 серпня 1914 і стояли під проводом УБУ.
УСС були першими українськими частинами Австро-Угорщини, відібраними за національною ознакою, вплинули на створення військового словництва, термінології, фольклору, пісні й музики (оркестру УСС), для устійнення форми українського однострою (мазепинка).

## Історія

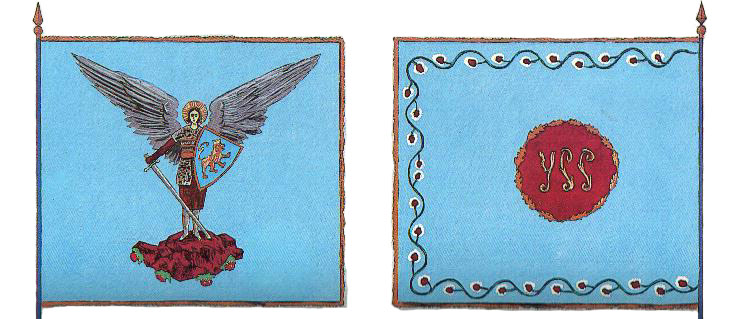
Прапор УСС

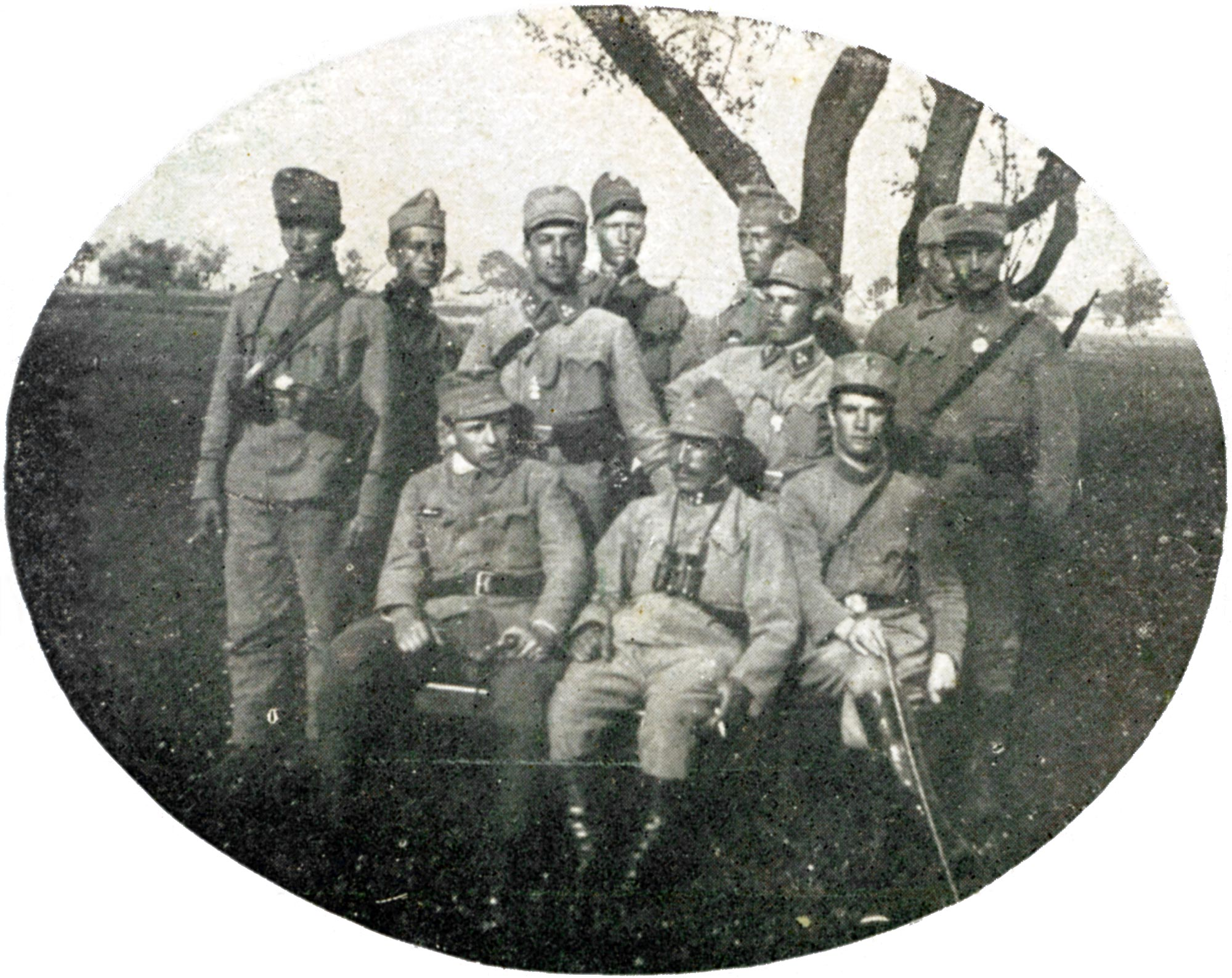
Сотник Українського легіону січових стрільців Осип Будзиновський із солдатами його сотні

### Передісторія

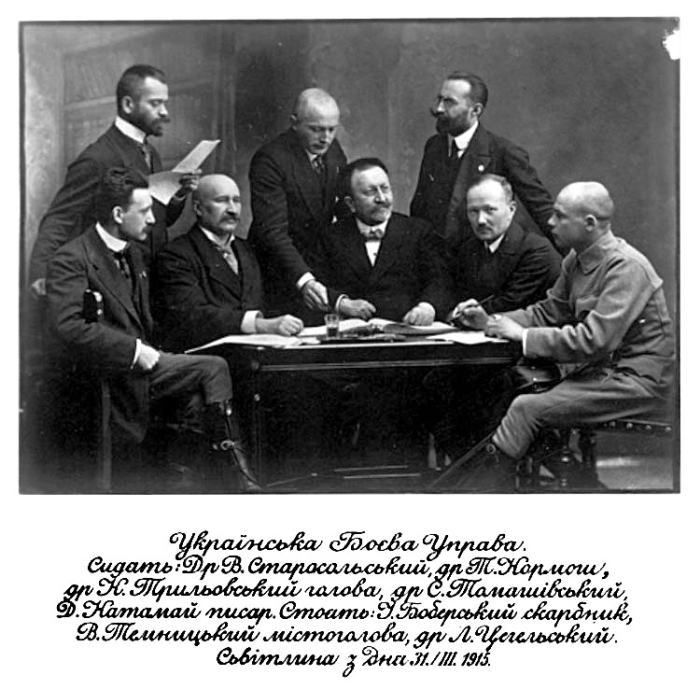
Бойова управа. 31 березня 1915 р. Відень. Сидять (зліва направо): доктори В. Старосольський, Т. Кормош, К. Трильовський (голова), С. Томашівський, Д. Катамай (писар). Стоять: І. Боберський (скарбник), В. Темницький, доктор Л. Цегельський (заступ. голови).

Штурмова бригада УСС

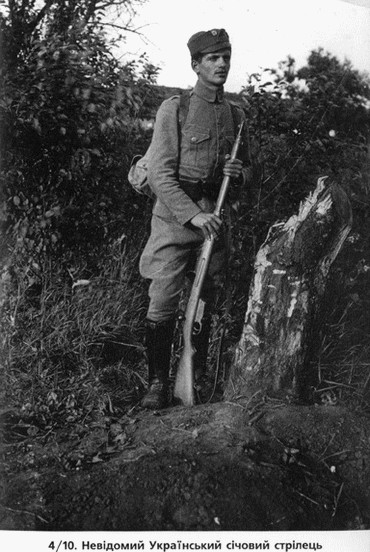
Вояк УСС у військовому строю

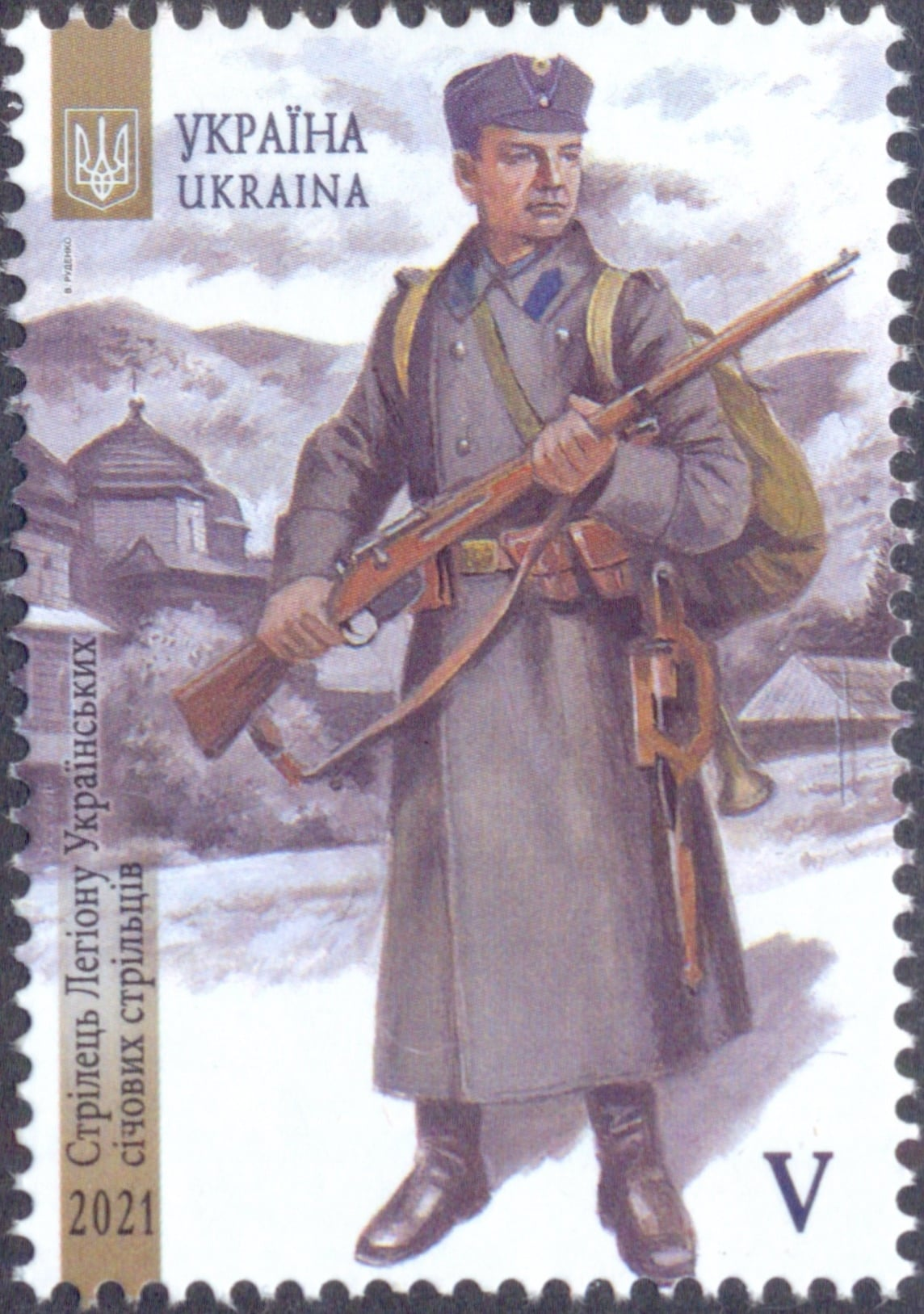
Марка Укрпошти «Стрілець Легіону Українських січових стрільців» із серії «Збройні формації Української революції 1917—1921 років» (2021)

Зібрані з ініціативи українських діячів Галичини 18 березня 1913 р. збори проголосили створення українського військового товариства «Січові стрільці». Головним отаманом «Січових стрільців» було обрано доктора Володимира Старосольського, його заступником — осавулом — Дмитра Катамая.
У перші місяці після зборів стрілецькі товариства швидко поширилися по усій Галичині. Найперше вони утворилися у Бориславі (керівники — Клим Гутковський, Левко Лепкий, Пилип Левицький), Сокалі (керівники — Осип Демчук, Осип Семенюк), Яворові (керівник — Роман Харамбура), Ясениці Сільній (керівник — Григорій Коссак). Активно працювали у новостворених товариствах Михайло Волошин, Степан Рудницький, Володимир Кучабський, Дмитро Вітовський. За короткий час було організовано стрілецькі чоти, сотні, курені, фахові офіцерські школи, близько 50 товариств «Січових стрільців».
Товариство «Січові стрільці» придбало 100 карабінів і проводило навчання в передмістях Львова. Генеральна старшина визначила пріоритетними такі статті витрат у січових осередках: придбання зброї (манліхерівський карабін з пристроєм до кімнатної стрільби та 2000 кімнатних набоїв), забезпечення інструкціями та підручниками з військової справи.
Керівництво стрілецькими товариствами в Галичині здійснював Кирило Трильовський через «Стрілецьку секцію» «Українського січового союзу», створену в квітні 1913 р. Приблизно в той же час утворено Стрілецькі товариства «Січі» та «Соколу», проте їхні військові відділи не об'єднались під спільним штабом й не виробили загальної концепції розвитку. Між ними пішли сварки та дрібні інтриги.
Американський історик Джон Армстронг, аналізуючи проблеми українського націоналізму, зазначав, що ідея українських національних військових формувань зародилася у галицьких «Січах», згодом розвинулася в «Січових стрільцях» і закріпилася у військових формуваннях середини XX ст[джерело?]. Однією із причин цього було те, що Росія хотіла знищити останнє, сильне гніздо українського національного руху в Галичині, що загрожувало її великодержавним, імперіалістичним планам і цілості російської імперії.
Київський орган російських націоналістів «Кієвлянін» писав в листопаді 1911 р.:

| «Український рух є для Росії більш небезпечний, ніж усі інші національні рухи, взяті разом… Мазепинське питання б'є Росію в саму основу їі великодержавности. Мазепинський рух намагається зруйнувати національну, культурну, політичну єдність русского народу, намагається зруйнувати великодержавність Росії. От де наша найбільша небезпека. Мазепинський рух росте. Мазепинство з своєї галицької бази розлазиться по цілій південній Росії. В Галичині готується небезпечний антирусский осередок, полум'я якого може перекинутись по всій Малоросії…» |
Свідченням великої ролі «Стрілецьких Січей» у військовопідготовчому вихованні західноукраїнської молоді та її залучення до стрілецької справи є факт наявності серед січових стрільців вихованців організації: Д. Вітовського, Романа Дашкевича, І. Чупрея, Михайла Галущинського, О. Демчука, О. Семенюка, Миколи Угрина-Безгрішного, Левка Лепкого, Олени Степанів, Ольги Басараб-Левицької, М. Бачинського, Ганни Дмитерко, П. Михайлишин.
У результаті переговорів між представниками міжпартійного комітету і «Січових стрільців» у травні 1913 р. було досягнуто згоди про приєднання львівського академічного стрілецького гуртка до стрільців В. Старосольського на умовах автономії. З цією метою заступником головного отамана — осавулом обрано Івана Чмолу.
Однак Академічний гурток не дотримувався умов договору і не визнав верховенства над собою «Стрілецької секції». Тому на пропозицію К. Трильовського «Повітова Січ» 25 січня 1914 р. подала на затвердження до галицького намісництва новий статут «Січових стрільців». Після його затвердження на теренах Східної Галичини постала ще одна українська військова організація — «Січові стрільці ІІ». Очолив це стрілецьке товариство, до якого, крім студентів, входили й міщани і селяни, Р. Дашкевич. Жіночу чоту в складі 33 січовичок очолила Олена Степанів.
«Січові стрільці ІІ» у передвоєнні місяці користувалися серед українського галицького населення більшою популярністю, ніж «Січові стрільці І». До їх складу лише у Львові ввійшло 277 членів поділених на 8 чот. Вони були краще організовані і вишколені через використання в своїх заняттях зброї, проведення військових курсів та організацію військових маневрів в околицях Львова.
Для підготовки січовиків було організовано постійні курси теоретичного і практичного військового вишколу, якими керували старшини запасу австрійської армії М. Волошин та С. Рудницький. Основні заняття проводилися з польової та бойової служби, стрільби, технічних основ зброї. При курсах діяла термінологічна комісія, до складу якої входили Осип Квас, Богдан Гнатевич, В. Кучабський. Зусиллями комісії до війни було випущено 10 підручників з теорії військової підготовки.
Зі зростанням міжнародного політичного напруження та загостренням протиріч між європейськими державами в лавах українського галицького молодіжного руху посилилася тенденція до об'єднавчих процесів у середовищі стрілецьких та інших військових товариств галицьких українців, а також до проведення спільних військових навчань та маневрів.
У березні 1914 р. «Січові стрільці І» та «Січові стрільці ІІ» знову розпочали спільну роботу. Наслідком цього об'єднання стало поширення стрілецької ідеї в Східній Галичині, утворення нових стрілецьких осередків, випуск О. Семенюком та О. Демчуком «Правильника піхотинця» на основі австрійського підручника «Dienstreglement I».
Першими спільними заняттями стрілецьких галицьких товариств стали польові вправи, організовані «Повітовою Січею» у квітні 1914 р. з нагоди роковин 250-річчя смерті Івана Богуна. Січові стрілецькі товариства та стрілецькі сокільські гнізда демонстрували свої військові вміння, злагодженість у строєних та маршових вправах, практичні навички у володінні зброєю.
Найбільшим і наймасовішим оглядом стрілецьких сокільсько-січових та пластових сил стало Шевченківське свято, яке відбулося 28 червня 1914 р. у Львові. Вперше відкрито виступило близько 500 стрільців в одностроях і частково озброєних гвинтівками Верндаля, Манліхера, Кропачка. Своєрідний військовий марш-парад відкривали старшини українських стрільців, за ними — кінний відділ «Січових стрільців І», потім — чота «Січових стрільців І», дві чоти «Січових стрільців ІІ», дві чоти бориславців та одна чота з Яворова. Тоді ж і відбувся перший привселюдний виступ «Січових стрільців» з Борислава на чолі з К. Гутковським, які показали свій стройовий вишкіл на площі «Сокола-Батька».
Велике Шевченківське свято показало, що українське населення краю вже дозріло до переходу від декларативних заяв про самостійність та волю до реального втілення своїх замислів, а разом з тим засвідчило організаційну міць українського молодіжного руху Галичини, готовність західноукраїнської молоді до боротьби за незалежність своєї держави.
Таким чином, українські стрілецькі організації, які утворилися у передвоєнний період у Східній Галичині стали підтвердженням національних традицій та державотворчих устремлінь місцевого українського населення. Значна кількість українських юнаків та юначок вважали своїм безпосереднім обов'язком навчання військовій справі задля боротьби за незалежність свого народу.

### Формування
Кадри УСС вийшли з українських парамілітарних організацій Галичини, що діяли перед I СВ (т-ва «Українські Січові Стрільці», створеного Кирилом Трильовським в березні 1913 у Львові при Українському Січовому Союзі, 1914 р. — вже 94 таких товариств у Галичині), а також «Січей», товариств «Сокіл» і Пласт.
На заклик Головної Української Ради відгукнулося 28 000 добровольців, але на збірку УСС у Стрию наприкінці серпня — на початку вересня 1914 зійшлося тільки 10 000, бо деякі повіти Галичини були вже захоплені російською армією. З них австрійська влада вибрала тільки 2 500 стрільців (на це вплинули й перешкоди з боку поляків), яких поділено на 10 сотень по 250 стрільців, що згодом вирушили на вистрій до Закарпаття. Січові стрільці дали клятву слугувати своєму народові. Під час клятви Австрійська Монархія вимагала, щоб дали клятву їй, але Січові стрільці виправили більшу частину тексту, тим самим підтверджуючи свою вірність українському народові.
Легалізація добровільного рекрутингу популяризувала формування, проте знівелювало його ідеологічний характер. Раніш до осередків відбирали лиш відповідно підготовлених, свідомо загартованих членів і перші товариства розвивали самостійну, національно-державницьку думку. Але з їх чисельним збільшенням до лав почав потрапляти найрізноманітніший елемент, і з часом й самі організатори, за невеликим винятком, самі не розуміли національно-політичного значення руху. Переважний загал думки більшості товариства не сягав далі австрофільськи-лояльних настроїв.
За знамено, до жовтня 1917-го, слугував прапор підрозділу «Січі» з Ясениці-Сільної із зображенням Богдана Хмельницького.

### Карпатський фронт
По короткому вишколі на Закарпатті (Горонда, Страбичове) сотні УСС вислано на фронт у Карпати. Їх зведено в два польових курені (команданти: сотники Михайло Волошин і Григорій Коссак, отаман Степан Шухевич), з жовтня — в 3 самостійні групи. УСС підпорядковано командуванню корпусної групи генерала П. Гофмана; вони воювали в складі 129-ї і 130-ї бригад (їх командирами були українці: генерал С. Кобилянський і генерал Йосип-Михайло Вітошинський-Доброволя) і 55-ї піхотної дивізії генерала Фляйшмана.

Узимку 1914—1915 року сотні УСС у складі 130-ї бригади боронили карпатські переходи: їм припала тоді розвідча й охоронна служба. Зокрема брали участь у відбитті масованої атаки російських військ на горі Лисий що знаходиться між селами Воля і Звір. Про цей бій було опубліковано статтю-інтерв'ю в українській газеті «Свобода» № 57, 1915:
«За провідника взяли ми якогось газду; мав біля 30 літ. Ми не знали точного положення. Світла світити не вільно, мапу читати годі. З тим провідником вийшли ми о 3-й годині з Лужка і прийшли якраз добре на Лисий верх. Гора не поросла, на збочах поляни, дальше в діл смерековий ліс, село Звірна на полудневім сході, на північ Воля Кобилянська, і Воля Барилова. В тих двох селах були Москалі, що обсадили північну збіч Лисого верха. На полудне від тої гори було видно пасмо гір від сходу на захід… Поляг з наших Фірчук, поляг Чихут і Завалик. Крім них було ще кільканадцять ранених. Не було ран, аби не можна було вилічити, смерть не грозила жадному».
Першим командантом з ініціативи УБУ був отаман Теодор Рожанковський (6-18.08.1914), після нього поручник Михайло Галущинський (18.08.1914 — 21.01.1915). Одночасно з ним командиром легіону УСС короткочасно було призначено австрійського полковника кінноти чеха Моліка, який пізніше ще деякий час відповідав за вишкіл стрільців. У березні 1915 австрійська Начальна Команда підпорядкувала УСС командуванню корпусу генерала Гофмана, яке скасувало пост начальника команданта УСС та поділило легіон на два самостійні курені (команданти Григорій Коссак і сотник Сень Ґорук, згодом Василь Дідушок) і резервову сотню.
Перший курінь УСС очолив підстаршина Дмитро Вітовський. Видатними старшинами «усусів» були М. Баран, Г. Коссак, Я. Струхманчук, Т. Рожанковський. Спочатку лікарем був Іван Рихло. Під час боїв у Карпатах лікарем першого куреня УСС працював чех Отакар Кралік (Otakar Králík). Незабаром легіон УСС було перетворено на полк, а при ньому створено кіш — запасну частину, що займалася набором новобранців. 10 червня (28 травня) 1915 в с. Медуха Галицького повіту, перебуваючи пораненим у російському полоні, помер Теофіл Мелень (1879 р. н.), член УСДП, редактор партійного органу «Воля», від початку війни — член Головної Української Ради від УСДП та один з організаторів Українських січових стрільців як член її «Бойової управи», рядовий австро-угорської армії, воєнний кореспондент і публіцист.
Австрійське командування не поспішало кидати «усусів» до бою, не маючи впевненості щодо їхньої лояльності. Уперше бійці УСС взяли участь в оборонних боях із кубанськими козаками російської армії на Борецькому й Ужоцькому перевалах. Після цих битв відбулося доукомплектування УСС українськими селянами із закарпатських сіл. Австрійське командування завжди скеровувало «усусів» на найважчі завдання. У 1915—1917 рр. «усуси» виявили героїзм у битвах із частинами російської армії на горі Маківка в Карпатах, під Галичем, Бережанами і під час Брусиловського прориву, поблизу містечка Козова, а також біля гори Гаімаки, де четвертий курінь відбив атаку 5-того кінного ескадрону.
Найбільших втрат «усуси» зазнали в битвах за гори Маківка і Лисоня. Запеклі бої точилися в Подільських степах. Після низки поразок і репресій стрільців було переведено в тил, і лише взимку 1917 р. вони повернулися на фронт.
15—27 червня в битві під Гайвороним вони втратили майже 200 солдатів під артилерійськими обстрілами окупантів.
Створення УСС стало першою спробою організувати українську національну армію, яка могла б захищати інтереси українців і визволити їх від іноземного панування.
Перша світова війна перетворила українські землі на об'єкт загарбання і театр воєнних дій, а українців — на учасників братовбивчого протистояння. Два військово-політичні блоки вели кровопролитну війну за українські землі без урахування національних інтересів народу. Серед учасників національного руху в Галичині й Наддніпрянській Україні не було єдності в питаннях ставлення до війни та майбутнього України: яку позицію варто зайняти у війні й до чого закликати український народ. Але розкол українського національного руху не знищив ідеї створення самостійної української держави. 

### Просування на схід
|                                                                                        |  |  |
| Ювілейна монета НБУ номіналом 5 грн., присвячена боям січових стрільців на горі Лисоня |  |  |

Першим успіхом легіону УСС була перемога на горі Маківці 29 квітня — 3 травня 1915. Далі він визначався в боях під Болеховом, Галичем, Завадовом і Семиківцями.
З літа 1915 УСС окопалися над р. Стрипою; там, у Соснові і на Веселій, перебували до серпня 1916. 9—21 серпня 1915 відповідно до розпоряджень австро-угорської військової команди та корпусної команди було утворено 1-й полк Українських січових стрільців як самостійне військове з'єднання у складі двох куренів (батальйонів) під командуванням полковника (команданта) Григорія Коссака, з листопада 1916 — підполковника Антона Вариводи, у серпні 1916 легіон переведено під Бережани, де він окопався на горі Лисоня. У серпневих, а також вересневих боях за Лисоню полк УСС втратив з 44 старшин — 28 і близько 1000 рядових убитими, пораненими і полоненими і на 30 вересня 1916 нараховував ледве 9 старшин і 444 стрільців, однак зупинив московський наступ, завдавши російським військам важких втрат. Тоді його переформовано на курінь і командування над ним перебрав полковник Франц Кікаль (17.03. — 01.07.1917). На фронті під Кирлибабою була відокремлена Гуцульська сотня УСС під командуванням поручника Омеляна Левицького.

### Офензива Керенського абоП'ята Галицька битва (1917)
Удруге відчутних втрат легіон УСС зазнав на початку липня 1917 в бою під Конюхами, під час т. зв. офензиви Керенського, коли в полон потрапив майже весь Легіон УСС. Від полону врятувалося близько 400 старшин і стрільців. З них, з Гуцульської сотні і доповнень з Коша УСС сформовано новий курінь УСС, який здійснив похід до р. Збруча, а в лютому 1918 вирушив у похід на Україну з австрійською окупаційною владою, був розташований на Херсонщині і приділений окупаційною владою до групи архікнязя Вільгельма Габсбурґа (полковника Василя Вишиваного). Куренем командував до Збруча Дмитро Кренжаловський, після нього отаман Мирон Тарнавський (жовтень 1917 — 08.01.1918) і сотник Осип Микитка (08.01. — жовтень 1918) (до Листопадового чину).

### Подальша доля УСС
5 вересня 1918 року на сторінках газети «Народня воля» опубліковано звернення Головної Ради галицьких, буковинських та угорських українців в Києві, яка, зважаючи на загрозу Українській Державі зовні та отримавши згоду уряду, ухвалила організувати знову січових стрільців і закликала всіх українців вступити до їх лав.
На початку жовтня 1918 формацію УСС переведено з Херсонської губернії у Герцогство Буковина. Основним місцем перебуванням були Чернівці і місцеві українські політичні кола, розглядали УСС як фактор стримування і безпеки від можливої румунської окупації. Застосувати УСС для оборони Буковини не вдалось, легіону було віддано наказ вирушити до Львова. Проте українці Буковини встигли провести Буковинське віче з вимогою приєднання до України. Легіон УСС прибув до Львова 3 листопада під час українсько-польських боїв і вже не зміг змінити бойової ситуації в місті.
Далі Легіон УСС входив до складу групи «Схід» УГА і в січні 1919 був переформований на 1 бригаду УСС в складі одного, пізніше двох полків піхоти УСС, кінної сотні УСС, гарматного полку УСС і допомогових відділів. Командантом 1 бригади УСС був отаман Осип Букшований.
Поповнені українцями з російської армії, УСС сформували в Києві у листопаді 1917 Галицько-Буковинський курінь Січових Стрільців (СС), який згодом розгорнувся в полк СС, а далі в корпус і групу СС, що були однією з найкращих формацій української армії.

## Устрій
Про поповнення частин УСС дбала резервова сотня УСС (кіш УСС), до якої належали ще збірні станиці у Львові, Станиславові, Сиготі, Відні і Бойова Управа УСС у Відні. Кіш УСС організував три комісаріати УСС на Волині, які керували освітньо-виховною справою й організували українське шкільництво та Пресову Кватиру УСС, що мала свої відділи в полку Коші й Вишколі УСС.

## Вишкіл
Вишкіл УСС належав спершу до Коша УСС, з листопада 1915 став окремою формацією, якою командував Мирон Тарнавський, згодом полковник Костянтин Слюсарчук, отаман Григорій Коссак і врешті сотник Северин Краснопера. 1916 вишкіл УСС підпорядковано вишкільній групі німецької Південної армії (командувач принц Оскар Гогенцоллерн); майже 7000 старшин і бійців УСС отримало бойовий вишкіл від німецьких інструкторів, завдяки чому в майбутньому частини УСС були найкраще вишколеними частинами УГА.

## Ступені (ранги) й однострій
Українські січові стрільці мали такі ж знаки розрізнення як і інші підрозділи цісарського війська. Звання хоч і мали українську назву, але були порівняні до австро-угорських. Знаки розрізнення були на петлицях (для УСС синього кольору) у вигляді шестипроменевих зірочок та галунів (широкого для булавної старшини, вузького для хорунжого та підхорунжого). У 1915 році був виданий указ щодо використання добровольцями чотирьохпроменевих зірочок замість шестипроменевих, також змінювалося їх розташування на петлицях. Але це нововведення не набуло широкого розповсюдження. Наприкінці 1916 року в Австро-Угорській імперії була введена нова форма, для якої не передбачалися кольорові петлиці. Знаки розрізнення кріпилися на комірі мундиру, за ними нашивалися вертикальні кольорові стрічки (для українського легіону це були жовта й блакитна стрічки).

#### Старшини
| Розряди                         | Полкова старшина | Полкова старшина | Полкова старшина | Сотенна старшина | Сотенна старшина  | Сотенна старшина | Сотенна старшина   |
| ------------------------------- | ---------------- | ---------------- | ---------------- | ---------------- | ----------------- | ---------------- | ------------------ |
| Петлиця                         |                  |                  |                  |                  |                   |                  |                    |
| Військове звання                | Полковник        | Підполковник     | Отаман           | Сотник           | Поручник          | Підпоручник      | Хорунжий           |
| Загальновійськова відповідність | Оберст           | Оберст-лейтенант | Майор            | Гауптман         | Обер-лейтенант    | Лейтенант        | Фенрих             |
| Сучасна відповідність           | Полковник        | Підполковник     | Майор            | Капітан          | Старший лейтенант | Лейтенант        | Молодший лейтенант |

#### Рядовики і підстаршини
| Розряди                         | Підстаршини      | Підстаршини     | Підстаршини      | Рядовики         | Рядовики |
| ------------------------------- | ---------------- | --------------- | ---------------- | ---------------- | -------- |
| Петлиця                         |                  |                 |                  |                  |          |
| Військове звання                | Підхорунжий      | Десятник        | Вістун           | Старший стрілець | Стрілець |
| Загальновійськова відповідність | Фельдфебель      | Цугфюрер        | Капрал           | Старший стрілець | Стрілець |
| Сучасна відповідність           | Головний сержант | Старший сержант | Молодший сержант | Старший солдат   | Солдат   |

## Нагороди УСС
- Хрест Легіону Українських Січових Стрільців або Гуцульський Хрест
- Галицький Хрест, відзнака Української Галицької Армії
- Хрест Українських Січових Стрільців або Мазепинський Хрест
- Відзнака 50-ліття Легіону Українських Січових Стрільців
- Ювілейна відзнака корпусу Січових Стрільців (Київських)
- Український Комбатантський Хрест

## Найвідоміші січові стрільці
- Іван Андрух
- Михайло Баран
- Ольга Басараб
- Вільгельм Габсбург
- Михайло Гаврилко
- Юліан Гоїв
- Михайло Галущинський
- Никифор Гірняк
- Гриць Гладкий
- Клим Гутковський
- Сень Ґорук
- Роман Дашкевич
- Василь Дідушок
- Микола Загаєвич
- Дмитро Катамай
- Франц Кікаль
- Петро Ковальчик
- Григорій Коссак
- Северин Краснопера
- Василь Кучабський
- Роман Купчинський
- Омелян Левицький
- Левко Лепкий
- Михайло Матчак
- Андрій Мельник
- Микола Опока
- Іван Порайко
- Іван Роґульський
- Теодор Рожанковський
- Костянтин Слюсарчук
- Володимир Старосольський
- Олена Степанів
- Роман Сушко
- Мирон Тарнавський
- Петро Франко
- Федь Черник
- Ярослав Чиж
- Іван Чмола
- Гнат Юрчишин
- Степан Шухевич

## Світлини

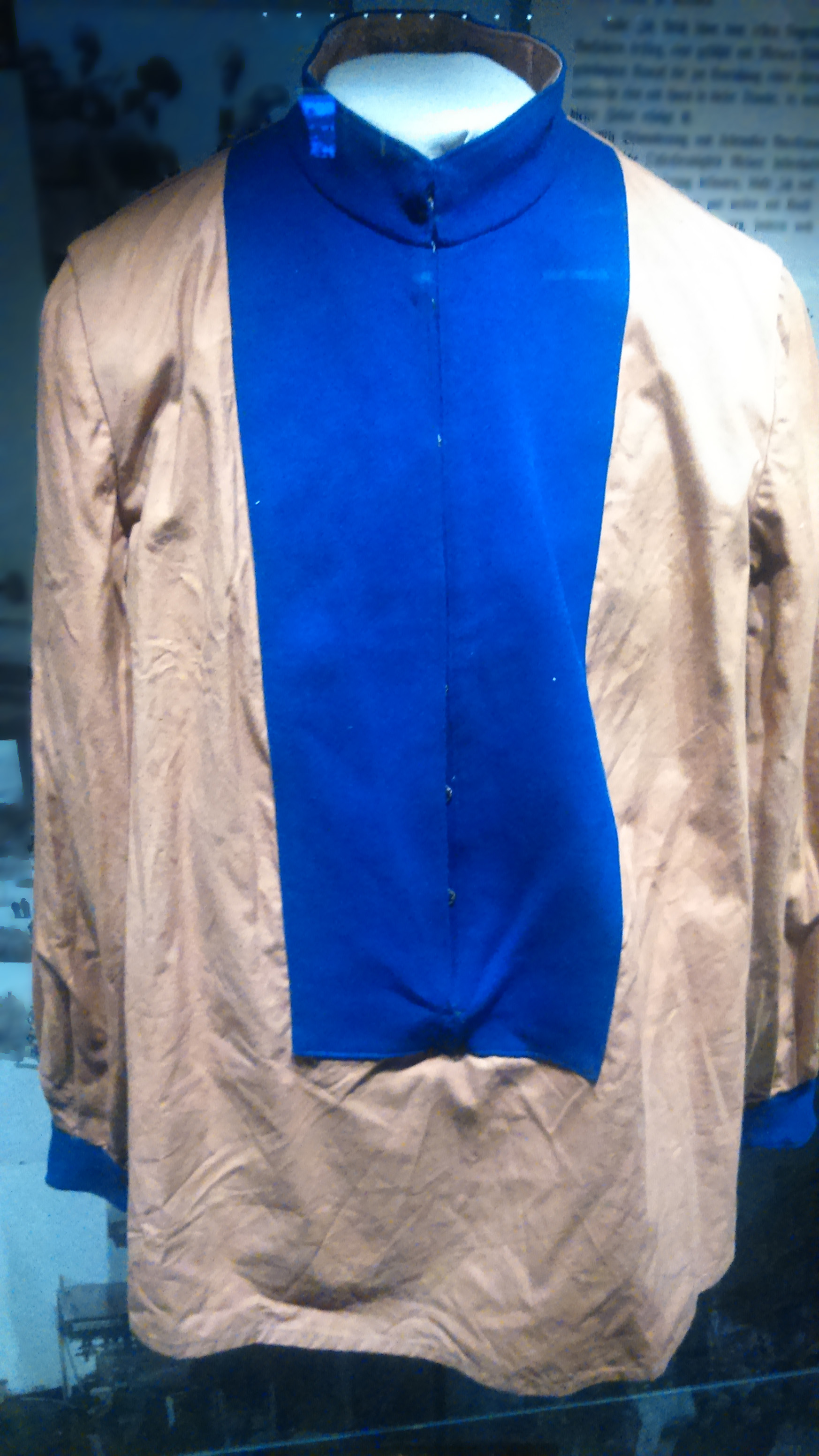
Сорочка з прототипу форми Українських січових стрільців у Військово-історичному музеї Відня.
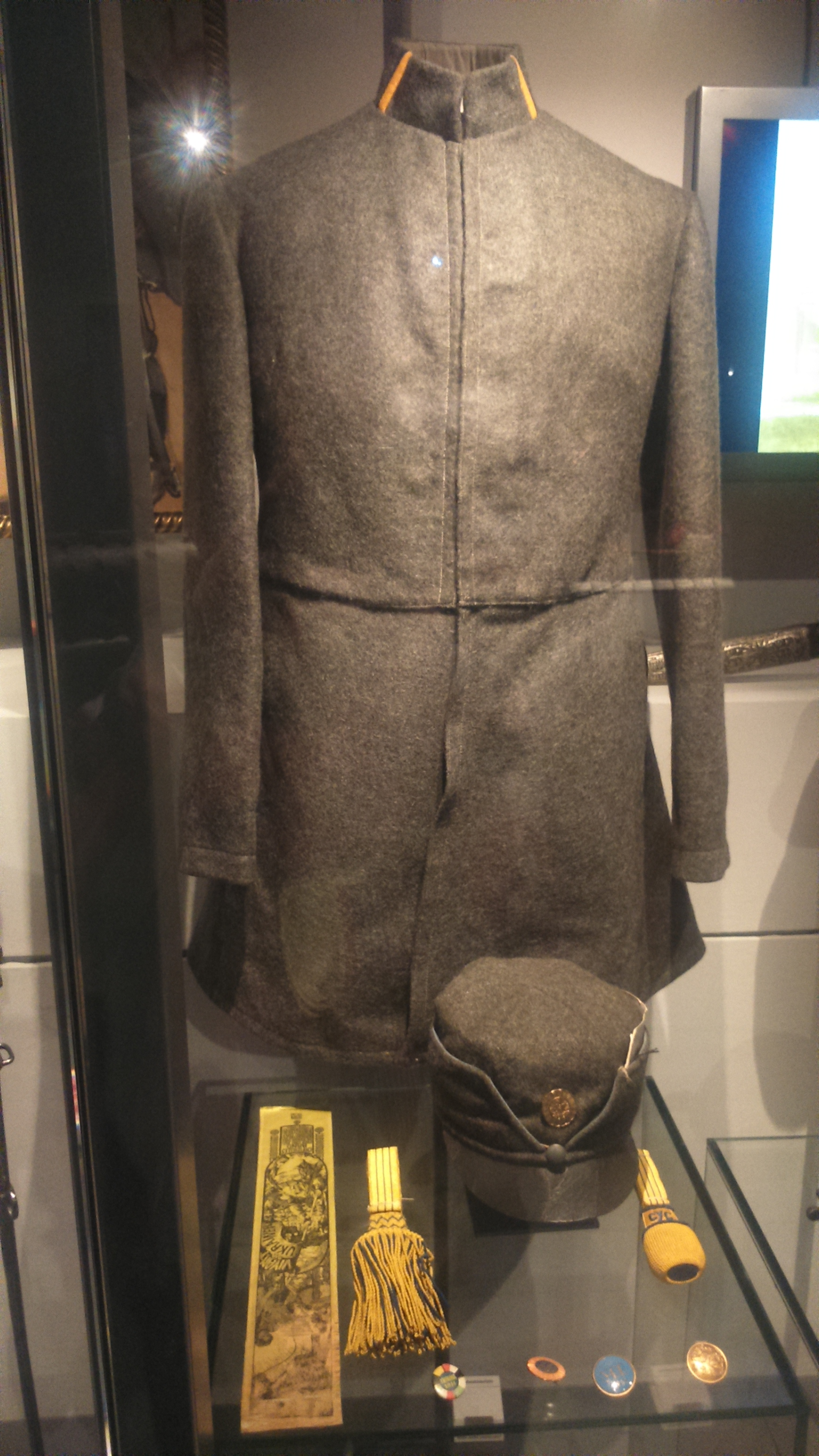
Жупан з прототипу форми Українських січових стрільців у Військово-історичному музеї Відня.